# Торфяное болото

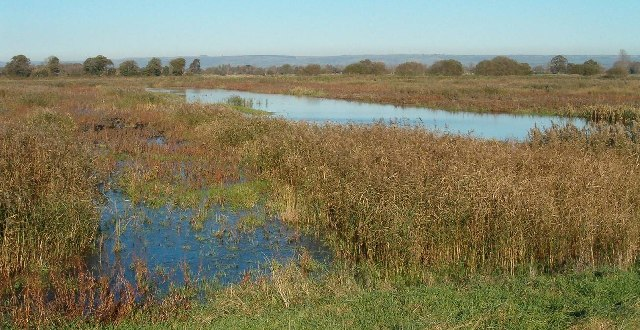
Торфяное болото

Торфяное болото (иногда торфяник ) — болото со слоем торфа толщиной не менее 20—30 см. Такие болота, как правило, старше обычных болот. Торф является хорошим удобрением и благоприятствует развитию растительности. В результате процесса накопления минерала корневая система основной массы растений располагается в слое торфа, но не достигает минерального грунта. 
Общая площадь торфяных болот в мире примерно составляет 3 500 000 км², из них около 50 % — с глубиной торфа более полуметра. Наибольшие территории, занятые торфяными болотами, сосредоточены в Беларуси, Канаде, Финляндии, США, России.
Как и все болота, торфяники с гидрологической точки зрения являются озёрами, а с точки зрения их использования — сушей. Интерес к изучению болот в России появился в XVIII—XIX веках в связи с добычей торфа и использованию осушенных торфяников в сельском хозяйстве.

## Торфяные болота и торфяники
Термин «торфяник» часто употребляют по отношению к торфяному болоту, в частности, его торфяным залежам. Наиболее полно данный термин соответствует ситуации, в которой торфяное болото осушено либо же естественным путём дренировано, в связи с чем оно утратило часть определяющих для болота характеристик — избыточное увлажнение, иногда и специфичность растительного покрова. Хотя понятия «торфяное болото» и «торфяник» часто могут употребляться как синонимы, первое из них шире по своему содержанию, чем второе. Торфяное болото предполагает наличие избыточной влаги, типичной характерной болотной растительности и собственно торфяного слоя, в то время как торфяник может сохранять из этого комплекса признаков только торфяные залежи (торфяником иногда называют торфяное месторождение).

## Образование торфяных болот
Торфяные болота образуются в течение длительного времени по мере заболачивания водоёмов (главным образом озер) и низменностей (долины рек, лощины). В нижних слоях торфяников может присутствовать пресноводный ил — сапропель. Простейшая схема заторфовывания местности выглядит следующим образом::368,369

Стадии развития торфяника

- Начальная стадия — заболачивание суши или зарастание водоема: поступает достаточное количество грунтовых вод, формируются низинные болота с богатой растительностью.
- Вторая стадия: происходит нарастание торфа, снижается грунтово-водное питание, в результате образуется болото переходного типа. Первый признак таких болот — появление сфагновых мхов.
- Третья стадия — образование верхового болота. Водопитание здесь осуществляется за счёт атмосферных осадков. Эдификаторы болот — сфагновые мхи (иногда с редким древесным ярусом).

Иногда развитие торфяника идёт по другому сценарию — тогда болото будет состоять преимущественно из переходного, или даже из верхового типа торфов.:369
По мере накопления торфа образуются торфяные залежи, которые могут иметь прослойки. Развитая торфяная залежь представляет собой органогенное горное образование мощностью 6-8 метров, в отдельных случаях — 10 метров.:121 Современные торфяные залежи представляют собой молодые поверхностные образования возрастом около 12 тысяч лет.:95

## Значение для археологии
Торфяные болота служат источником находок для палеобиологии и археологии — в них находят хорошо сохранившиеся остатки растений, пыльцу, семена, тела древних людей. Благодаря способности торфа консервировать органические остатки (в частности, мягкие ткани животных и человека), которые не сохраняются надолго в минеральных почвах, появился новый источник знаний о древней истории — торфяниковые памятники. К ним относятся различные объекты, имеющие органическую природу 

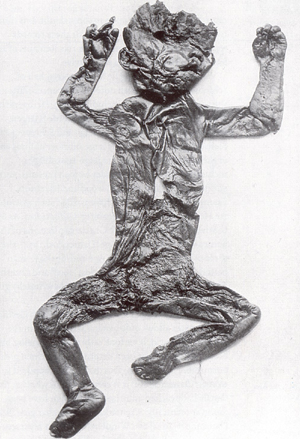
Тело 3-летней девочки, жившей на рубеже нашей эры, которое было извлечено из торфяника в Шлезвиг-Гольштейне

- выполненные из древесины остатки жилищ, орудий труда, предметов быта, предметов искусства и культового значения,
- выполненные из кожи и шкур животных остатки одежды, обуви, плетеных веревок, креплений, полотен хозяйственного назначения,
- выполненные из рога и кости остатки орудий труда и охоты, предметов быта, предметов искусства и культового значения,
- остатки древней растительности,
- останки древних животных,
- мумифицированные останки людей — так называемые болотные мумии.

### Консервационные свойства торфяников
Торфяник отличается рядом факторов, способствующих сохранности органических материалов:
- обилие влаги со слабой проточностью замедляет испарение влаги из органики;
- низкая теплопроводность торфа дольше сохраняет низкие температуры;
- бедность торфа минеральными питательными веществами, затрудняющая деятельность растений;
- наличие в ряде слоев антисептических веществ, затрудняющее деятельность разлагающих микроорганизмов;
- наличие в глубинных слоях токсичных веществ, затрудняющее деятельность разлагающих микроорганизмов;
- отсутствие доступа кислорода на глубине свыше 15 сантиметров, затрудняющее деятельность разлагающих микроорганизмов.

Обилие влаги в торфяниках, лишенных доступа грунтовых вод, обусловлено их высокими абсорбентными свойствами и низкой водопроводимостью.:33
Влажность торфов составляет 90-95 %, несмотря на некоторые колебания, значения которых могут снижаться до 45 %. В торфах различных видов вода в течение 40 суток поднимается не более чем на 15 сантиметров, в то время как в минеральных почвах — более чем на полметра.
Сфагновые мхи имеют капиллярную структуру:105
(гиалиновые клетки) с хорошими абсорбирующими свойствами. Слаборазложившиеся сфагновые торфы способны поглощать до 1700 % влаги от сухой массы, а сильноразложившиеся — до 500—100 %.
Сфагнум обладает высокой гигроскопичностью, стерилизованный, он действует в три раза
интенсивнее гигроскопической ваты.:357 Благодаря этому сфагновый торф способен поглощать даже водяные пары.
Недостаток кислорода в торфяниках связан с обилием влаги и её слабым передвижением. По мере
накопления воды в торфе вода вытесняет и замещает воздух; иногда при уменьшении уровня воды в торфе образуются безвоздушные полости. Это значительно затрудняет деятельность разлагающих микроорганизмов::34
актиномицетов, плесневых и дрожжевых грибов, которые относятся к аэробам.:98
Кислород сохраняется лишь в поверхностных слоях,:34 где содержание его незначительно (12 мг/м3). Доступ кислорода к верхним слоям торфа увеличивается в редкие периоды его пересыхания, мощность такого слоя составляет от 0,15 до 1 метра, и уменьшается с течением времени. Отсутствие кислорода препятствует не только разложению органики, но и другим окислительным процессам (образованию ржавчины, патины и т. д.)
Активность аэробных разлагающих микроорганизмов обусловлена также климатическими особенностями. В более сухие периоды жизнедеятельность их становится интенсивнее, они размножаются быстрее, вследствие этого откладываются торфа более высокой степени разложения. Во влажном бореале активность аэробных микроорганизмов была понижена.:99
Низкие температуры на болотах связаны с моховой растительностью, обладающей плохой теплопроводностью, температура в корневом слое растений всегда ниже на 3-4 градуса. Низкая теплопроводность торфяников ведет к образованию на них ночных заморозков, температура нижних переохлажденных слоев и верхних нагретых — не выравнивается. Весной торф оттаивает медленно, раннее наступление и позднее прекращение заморозков приводит к тому, что существовать на болоте могут только растения с непродолжительными фазами развития, такие как сфагнум.:35
Наличие в сфагнуме фенолов, которые подавляют деятельность микроорганизмов, ведет к замедлению разложения органики на торфяниках. Антисептическая способность сфагнов такова, что они используются в медицине как перевязочный материал при гнойных ранах.:356
В целом, процессы разложения в сфагновых торфяниках, несмотря на значительное замедление, не прекращаются даже в глубоких слоях залежи (до 6 м), близких к вечной мерзлоте. Выделение метана из нижних слоев и образование сероводорода свидетельствует о медленных процессах вторичного разложения без участия кислорода. В данном случае деятельность микроорганизмов гораздо менее активна и протекает за счет продуктов раннего разложения органических остатков другими микроорганизмами.:98

## В литературе
- «Кладовая солнца» — сказка-быль русского писателя Михаила Пришвина (1945), в которой действие происходит на торфяном болоте, называемым автором «кладовой солнца».